# El desorden que dejas
El desorden que dejas (Nederlands: De bende die je achterlaat) is een Spaanse miniserie, gebaseerd op het gelijknamige boek van de schrijver Carlos Montero uit 2016. De serie werd vrijgegeven op Netflix op 11 december 2020.

## Verhaal
Literatuurdocente Raquel start als vervanger op het Novariz-instituut. Op haar eerste dag vindt ze een briefje met de tekst "Hoe lang zal het duren voordat jij ook sterft?" Al snel komt ze erachter wie de docent is die ze vervangt en moet ze vrezen voor haar eigen leven.

## Rolverdeling
| Acteur           | Personage                         |
| ---------------- | --------------------------------- |
| Inma Cuesta      | Raquel Valero                     |
| Bárbara Lennie   | Elvira Ferreiro Martínez "Viruca" |
| Tamar Novas      | Germán Araujo                     |
| Arón Piper       | Iago Nogueira                     |
| Roberto Enríquez | Mauro Muñiz                       |
| Roque Ruiz       | Roi Fernández                     |
| Isabel Garrido   | Nerea Casado                      |
| Fede Pérez       | Demetrio Araujo                   |
| Alfonso Agra     | Tomás Nogueira                    |
| Susana Dans      | Marga                             |

## Afleveringen
| Afl. | Titel                       | Regisseur      | Schrijver                       |
| ---- | --------------------------- | -------------- | ------------------------------- |
| 1    | "En la boca del lobo"       | Carlos Montero | Carlos Montero                  |
| 2    | "Lo saben"                  | Carlos Montero | Carlos Montero                  |
| 3    | "Cuenta hasta tres"         | Silvia Quer    | Javier Holgado Vicente          |
| 4    | "Caída en picado"           | Silvia Quer    | Carlos Montero                  |
| 5    | "El lugar secreto"          | Silvia Quer    | Javier Holgado Vicente          |
| 6    | "Lo que no quise ver en ti" | Roger Gual     | Andrés Seara and Carlos Montero |
| 7    | "La tercera víctima"        | Roger Gual     | Javier Holgado Vicente          |
| 8    | "El desorden que dejas"     | Roger Gual     | Carlos Montero                  |